# Sharda Rajan Iyengar
Sharda Rajan Iyengar (Tamil Nadu, 25 ottobre 1937 – 14 giugno 2023) è stata una cantante indiana.

## Biografia

### Primi anni
Sharda apparteneva a una famiglia di brahmani conservatori del Tamil Nadu, in India, ed era incline alla musica fin dall'infanzia. Si laureò alla BA.

### Carriera
All'inizio della sua carriera a Sharda è stato offerta una prova canora da Raj Kapoor che l'ha sentita cantare per la prima volta in una funzione alla residenza di Shrichand Ahuja a Teheran. Ha avuto il suo più grande successo a Bollywood con la canzone "Titli Udi" nel film Suraj (1966). È stata assunta nel dipartimento musicale da Shankar del duo Shankar Jaikishan.
"Titli udi" si rivelò essere una dei più grandi successi del 1966. Ai tempi l'ambito premio Filmfare per il miglior cantante di playback aveva una sola categoria (maschile o femminile) fino al 1966. La canzone "Titli Udi", tuttavia, era definita la miglior canzone insieme a quella di Mohd Rafi "Baharo Phool Barsao", fatto che non era mai accaduto prima. Sharda non ha vinto il premio, ma da allora il Filmfare ha iniziato a dare due premi ai migliori cantanti di riproduzione di Bollywood: uno per i cantanti maschi e l'altro per cantanti donna. Da allora in poi Sharda è stata nominata per quattro anni consecutivi (1968-71) come miglior cantante di playback femminile e ha vinto un altro premio Filmfare. In poco tempo Sharda vinse due premi Filmfare, quando le sorelle Mangeshkar stavano dominando l'industria musicale. Successivamente ha continuato a cantare per Shankar in quasi tutti i suoi film fino alla morte di quest'ultimo. La sua voce è stata ascoltata per l'ultima volta in Kaanch Ki Deewar (1986).
Ha cantato con la maggior parte dei migliori cantanti come Mohd Rafi, Asha Bhosle, Kishore Kumar, Yesudas, Mukesh e Suman Kalyanpur. Ha prestato la sua voce a importanti donne del tempo come Vyjayanthimala, Saira Banu, Hema Malini, Sharmila Tagore, Mumtaz, Rekha e Helen. Oltre a Shankar ha registrato canzoni con Usha Khanna, Ravi, Dattaram, Iqbal Qureshi e pochi altri. È stata la prima cantante indiana a incidere il suo album pop in India, chiamato Sizzler nel 1971, che è stato lanciato dalla HMV.
Si è esibita sul palco in diverse occasioni come le funzioni dei Filmfare Awards, spettacoli di beneficenza, funzioni navali e molti altri.
Sharda non è mai stata in grado di raggiungere la fascia più alta dei cantanti ma è riuscita a creare una determinata sezione di ascoltatori di musica come i suoi fan e i suoi sostenitori. Dirige lezioni di musica per bambini e aspiranti cantanti e continua a fare concerti dove canta i suoi vecchi successi. Oltre in hindi, ha cantato anche in Telugu, Marathi, inglese e Gujrathi.
Il 21 luglio 2007, Sharda ha pubblicato il suo album Ghazal Andaaz-e-Bayan Aur, una raccolta di ghazal scritti da Mirza Ghalib. L'album è stato rilasciato a allo studio Juhu Jagriti di Mumbai tramite la presenza dell'attrice Shabana Azmi. Il direttore musicale Khayyam era presente alla festa di rilascio, dove Sharda ha entusiasmato il pubblico cantando alcune canzoni dell'album nella sua voce ancora molto sorprendente.

## Discografia
- 1971 - Sizzler (His Master's Voice, 7EPE 1498)